# Alfred Reder
Alfred Reder (* 9. Januar 1901 in Hüttensteinach; † 1944 gefallen in Russland) war ein deutscher Maler und Grafiker.

## Leben und Werk
Alfred Reder studierte bei Arnold Waldschmidt, Robert Breyer und Heinrich Altherr an der Kunstakademie Stuttgart. Anschließend absolvierte er Studienaufenthalte in Paris, Italien und Spanien.
Er wirkte als freischaffender Künstler mit eigenem Atelier in Stuttgart. Er war freundschaftlich verbunden mit den Künstlern Wilhelm Braun-Feldweg und Peter Jakob Schober. Er war Mitglied der Stuttgarter Sezession.
Alfred Reder fiel 1944 in Russland.

## Ausstellungsteilnahmen (Auszug)
- 1927, 1929, 1932, 1947: Stuttgarter Sezession.
- 1930: Kunsthaus Schaller, Stuttgart.
- 1930: Ausstellung des deutschen Künstlerbundes in Stuttgart.
- 1933: Württembergische Kunstschau in Stuttgart.
- 1938: Galerie Fischinger, Stuttgart.
- 1952: Gedächtnisausstellung in Stuttgart.